# Metadane infrastruktury informacji przestrzennej
Metadane infrastruktury informacji przestrzennej – metadane opisujące zbiory danych przestrzennych oraz usługi danych przestrzennych i umożliwiają odnalezienie, inwentaryzację i używanie tych danych i usług.
W odróżnieniu od danych przestrzennych metadane nie dotyczą geometrii, kształtu ani zależności topologicznych między obiektami geograficznymi. Na przykładzie budynku pokazać można różnicę między danymi przestrzennymi a metadanymi. Rzut przyziemia budynku jest daną przestrzenną, bo określa kształt i rozmiary budynku. Natomiast liczba kondygnacji lub materiał ścian tegoż budynku stanowi metadane. Często metadane to wartości jakie przyjmują atrybuty obiektów geograficznych na mapie numerycznej.